# Decellebruchus walkeri
Decellebruchus walkeri is een keversoort uit de familie bladkevers (Chrysomelidae). De wetenschappelijke naam van de soort werd in 1912 gepubliceerd door Maurice Pic.